# El vagoneta en el mundo del cine
El vagoneta en el mundo del cine es una película argentina de 2012 dirigida por Maximiliano Gutiérrez según su propio guion, sobre la serie homónima de Internet de su autoría. Es protagonizada por Juan D'Andre, Nicolás Abeles, Juan Manuel Alari, Marcos Ferrante y Silvina Luna. La película cuenta también con la participación de Guillermo Francella, Gabriel Goity, Victor Bo, Gastón Pauls, Luisma Montanari, Pablo Seijo, Marcelo Sein y Lorena Paola. Se estrenó el 22 de marzo de 2012.

## Sinopsis
Cuatro amigos de barrio que viven una serie de dificultades cotidianas de orden económico y familiares deciden instalar en la casa de uno de los cuatro un cartel gigante de publicidad. Suponen que, consiguiendo el patrocinio de Un Tanque, "la película del momento" -su afiche está pegado por toda la ciudad- conseguirán desatar el nudo en el que están enredados hace cinco años. Se suben a la ruta y emprenden el viaje hacia el mundo del cine en busca de Un Tanque. 

## Reparto
- Juan D'Andre
- Nicolás Abeles
- Juan Manuel Alari
- Marcos Ferrante
- Silvina Luna
- Azul Lombardía
- Luis María Montanari
- Guillermo Francella
- Gastón Pauls
- Gabriel Goity
- Axel Kuschevatzky
- Pocho La Pantera
- Jean Pierre Noher
- Karina Jelinek
- Víctor Bó